# Belorado (kommunhuvudort)
Belorado är en kommunhuvudort i Spanien.   Den ligger i provinsen Provincia de Burgos och regionen Kastilien och Leon, i den norra delen av landet, 230 km norr om huvudstaden Madrid. Belorado ligger 770 meter över havet och antalet invånare är 2 104.
Terrängen runt Belorado är huvudsakligen kuperad, men åt nordväst är den platt. Runt Belorado är det mycket glesbefolkat, med 6 invånare per kvadratkilometer. Närmaste större samhälle är Briviesca, 18,0 km nordväst om Belorado. I omgivningarna runt Belorado växer i huvudsak blandskog.